# LG Region Karlsruhe
Die LG Region Karlsruhe e. V. (kurz LGR) ist eine 1983 gegründete Leichtathletikgemeinschaft bestehend aus zwölf Stammvereinen. Bis zum 31. Dezember 2011 lautete der Name noch LG Karlsruhe, dieser wurde nach dem Beitritt des SSV Ettlingen jedoch in LG Region Karlsruhe umgeändert. 

Derzeit (Stand: März 2025) werden über 300 Athletinnen und Athleten von 30 Trainerinnen und Trainern betreut. Die Sportlerinnen und Sportler konnten bereits mehr als 60 deutsche Meistertitel erlangen und waren bei über 50 internationalen Wettkämpfen vertreten.

## Stammvereine
Folgende Vereine sind Mitglied der LG Region Karlsruhe:
- MTV Karlsruhe
- SV Karlsruhe-Beiertheim
- Post Südstadt Karlsruhe
- TSV Daxlanden
- TuS Rüppur
- TuS Neureut
- KIT SC
- FSSV Karlsruhe
- SSC Karlsruhe
- SSV Ettlingen
- TSV Weingarten
- Turnerschaft Durlach

## Veranstaltungen
Die LG Region Karlsruhe ist der Veranstalter dreier überregional bekannter Laufveranstaltungen:
- Badische Meile 
 Ein Volks- und Spaßlauf über die historische Länge von 8,88889 km.
- Bergdorfmeile 
 Ähnlich wie die Badische Meile führt dieser Volkslauf über 8,88889 km durch die Bergdörfer Karlsruhes.
- Lange Laufnacht 
 Als Nominierungswettkampf für nationale und internationale Meetings ist die Lange Laufnacht hochklassig besetzt und vor allem wegen der einzigartigen Stimmung bei Spitzensportlerinnen- und Sportlern beliebt.

## Ehemalige Athletinnen und Athleten
Zu den erfolgreichsten ehemaligen Athletinnen und Athleten der LG Region Karlsruhe zählen unter anderem:
| Name             | Disziplin        | Wichtigster nationaler oder internationaler Wettkampf |
| ---------------- | ---------------- | ----------------------------------------------------- |
| Pascal Kleyer    | 800 m            | 8. U18-WM 2015                                        |
| Amélie Svensson  | 3000 m Hindernis | 14. Universiade 2019                                  |
| Lisa Merkel      | 5000 m           | 7. U23-EM 2023                                        |
| Mikaelle Assani  | Weitsprung       | 3. U20-WM 2021                                        |
| Jannik Arbogast  | 10 km            | Deutscher Meister 2018                                |
| Julian Howard    | Weitsprung       | WM und EM-Teilnehmer                                  |
| Jana Reinert     | 800 m            | 4. U20-EM 2017                                        |
| Antje Pfüller    | 1500 m           | EYOF-Siegerin 2019                                    |
| Sibylle Häring   | 3000 m Hindernis | 5. U20-EM 2019                                        |
| Carolin Walter   | 400 m            | 6. U20-WM 4 × 400 Meter 2006                          |
| Dörthe Friedrich | Speerwurf        | Deutsche Meisterin 2002                               |
| Georg Ackermann  | Weitsprung       | Deutscher Meister 1993                                |
| Christine Gast   | Speerwurf        | U23-Europameisterin 1991                              |